# (2394) Nadeev
(2394) Nadeev est un astéroïde de la ceinture principale.

## Description
(2394) Nadeev est un astéroïde de la ceinture principale. Il fut découvert le 22 septembre 1973 à Naoutchnyï par Nikolaï Tchernykh. Il présente une orbite caractérisée par un demi-grand axe de 3,18 UA, une excentricité de 0,21 et une inclinaison de 1,6° par rapport à l'écliptique.

## Compléments